# Amp Futbol Cup 2020
Amp Futbol Cup 2020 – dziewiąta edycja międzynarodowego ampfutbolowego turnieju piłkarskiego, która odbyła się w Warszawie 19 i 20 września 2020. Ze względu na pandemię COVID-19 w turnieju udział wzięły tylko dwie (a nie jak w poprzednich edycjach sześć) drużyny - Polska i Azerbejdżan, które zmierzyły się z sobą czterokrotnie.

## Miejsce rozgrywek
| miejsce                                                           | adres                   | miasto   |
| ----------------------------------------------------------------- | ----------------------- | -------- |
| Bemowski Ośrodek Piłki Nożnej (Ośrodek Sportu i Rekreacji Bemowo) | ul. Obrońców Tobruku 11 | Warszawa |

## Uczestnicy

### Drużyny uczestniczące
| Drużyna     | Liczba występów w Amp Futbol Cup | Najlepszy wynik w Amp Futbol Cup |
| Polska      | 8 (2012-2019)                    | 1. miejsce (2019)                |
| Azerbejdżan | 1 (2019)                         | 6. miejsce (2019)                |

Ze względu na pandemię COVID-19, z zaproszenia organizatorów nie mógł skorzystać szereg zespołów, w tym m.in. aktualny mistrz świata Angola. W ostatniej chwili (mimo zakupionych biletów lotniczych) wycofali się Hiszpanie i Francuzi (ci drudzy pierwotnie nawet ujęci w terminarzu rozgrywek).

## Rozgrywki
| 19 września 2020 11:00 | Polska · Mariusz Adamczyk · Krystian Kapłon · Bartosz Łastowski · Jakub Kożuch · Przemysław Świercz · Mateusz Ślusarczyk | 10:0(4:0) | Azerbejdżan | BOPN, ul. Obrońców Tobruku 11, Warszawa |
|                        | |           |             |                                         |

| 19 września 2020 17:45 | Polska · Bartosz Łastowski · Mariusz Adamczyk · Krystian Kapłon · Krzysztof Wrona · Jakub Kożuch | 11:0(6:0) | Azerbejdżan | BOPN, ul. Obrońców Tobruku 11, Warszawa |
|                        |                                                                                                  |           |             |                                         |

| 20 września 2020 10:00 | Polska · Bartosz Łastowski · Krzysztof Wrona · Jacek Konieczny · Jakub Kożuch · Przemysław Świercz · Mateusz Ślusarczyk · Mariusz Adamczyk · Krystian Kapłon · Kamil Rosiek · Piotr Mizera | 16:0(8:0) | Azerbejdżan | BOPN, ul. Obrońców Tobruku 11, Warszawa |
|                        | |           |             |                                         |

| 20 września 2020 17:00 | Polska · Mateusz Ślusarczyk · Bartosz Łastowski · Jakub Kożuch · Piotr Mizera | 6:0(5:0) | Azerbejdżan | BOPN, ul. Obrońców Tobruku 11, Warszawa |
|                        |                                                                               |          |             |                                         |

| Zespół      | Pkt | M | W | R | P | Br+ | Br− | +/− |
| ----------- | --- | - | - | - | - | --- | --- | --- |
| Polska      | 12  | 4 | 4 | 0 | 0 | 43  | 0   | +43 |
| Azerbejdżan | 0   | 4 | 0 | 0 | 4 | 0   | 43  | -43 |

## Strzelcy

### 13 bramek
- Bartosz Łastowski

### 6 bramek
- Mariusz Adamczyk

### 5 bramek
- Krystian Kapłon
- Jakub Kożuch

### 4 bramki
- Mateusz Ślusarczyk

### 3 bramki
- Krzysztof Wrona

### 2 bramki
- Jacek Konieczny
- Piotr Mizera
- Przemysław Świercz

### 1 bramka
- Kamil Rosiek

## Transmisje
Transmisje z turnieju były dostępne w serwisie sport.tvp.pl, aplikacji mobilnej TVP Stream i profilu stowarzyszenia Amp Futbol Polska w serwisie Facebook, zaś sobotnie spotkanie Polska-Francja transmitował również kanał TVP Sport.